# Hringvegur
La Hringvegur ([ˈr̥iŋkˌvɛːɣʏr̥]) es la primera carretera (del islandés: Þjóðvegur 1) de Islandia y la única de circunvalación. Sus 1339 kilómetros conectan los principales núcleos urbanos del país insular. Debido a que la demografía de Islandia no es muy grande sus transportes se ven bien abastecidos con esta vía.

## Carriles
Esta carretera tiene un solo carril por cada sentido. Tiene carriles adicionales únicamente cuando pasa por grandes núcleos. También, en el túnel de Hvalfjörður, bajo el fiordo homónimo entre las poblaciones de Mosfellsbær y Akranes. 
Aunque está mayoritariamente asfaltada, aún cuenta con zonas sin pavimentar con superficie de grava en la parte oriental.

## Estado

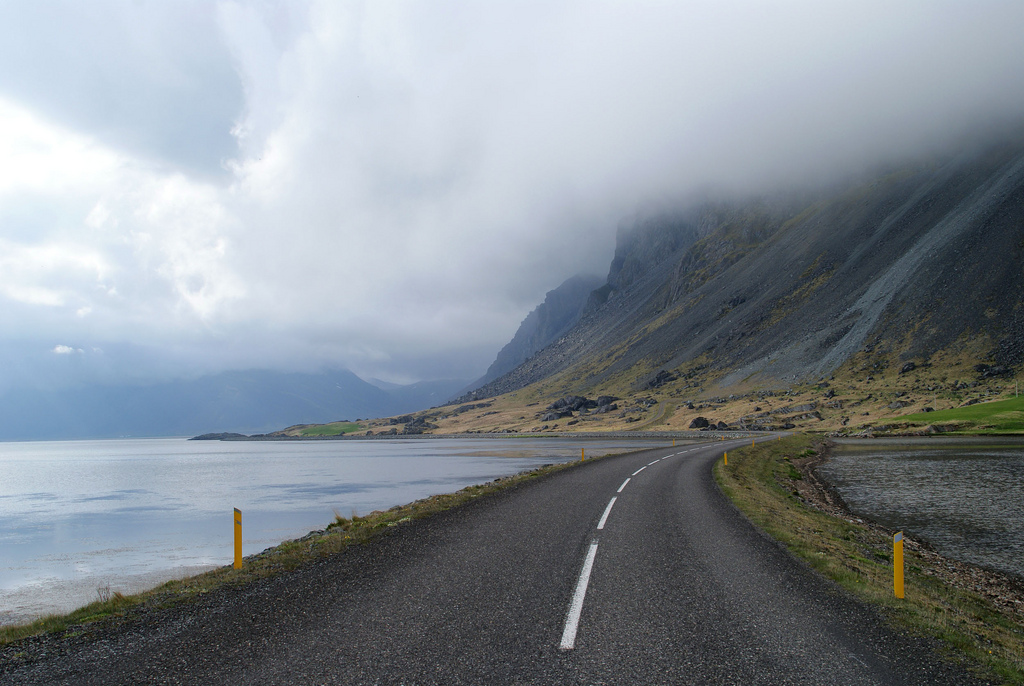
La Hringvegur a su paso por el monte Eystrahorn.

El tráfico que soporta difiere según las localidades islandesas cercanas: en Reikiavik de 35 000 a 50 000 vehículos diarios, mientras en las zonas alejadas de las mayores ciudades apenas suelen pasar unos cien al día.
El anillo fue cerrado en 1974 con la inauguración del puente sobre el río Skeiðará, al Sur. Todavía quedan restos de los caminos rurales originales de los años 1940 que contienen tramos peligrosos como estrechas veredas, curvas cerradas y reductores de velocidad (sobre todo entre Borgarnes y Blönduós).
Actualmente los caminos soportan un mayor tráfico que las vías originales, por lo que estas zonas son inseguras y requieren conductores prudentes.
En general es una ruta adecuada para visitar Islandia ya que atraviesa casi todo el país y pasa junto a los lugares más interesantes. Así, en las vacaciones estivales, muchas familias islandesas se dedicaban a viajar por ella, aunque en los últimos años la ruta se popularizó entre los extranjeros, quienes alquilan un coche o traen el suyo en el ferry de Seyðisfjörður.

## Túneles

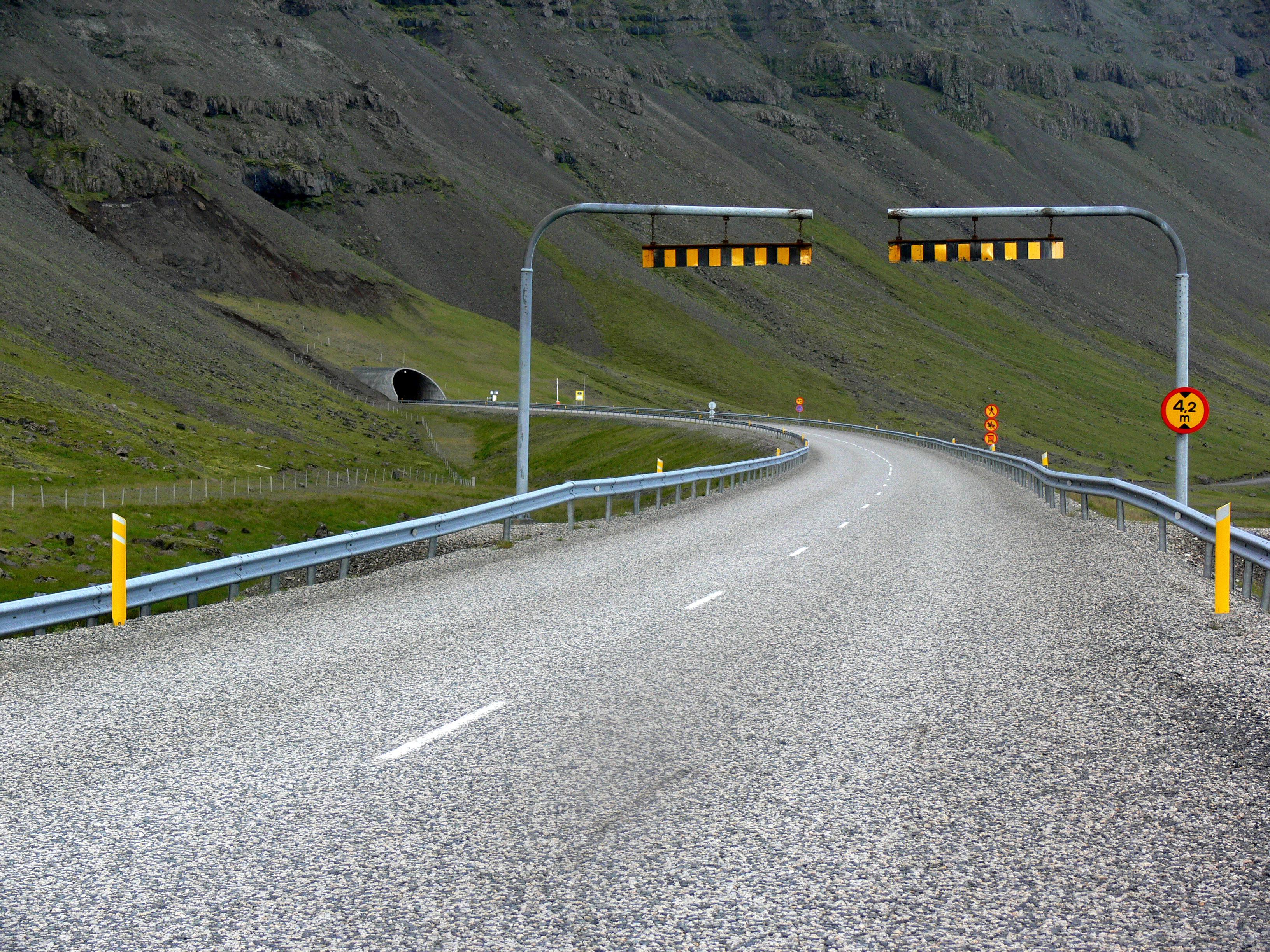
Entrada del túnel de Almannaskarð.

En la Hringvegur hay dos túneles importantes. El de Hvalfjörður es el más largo de la isla con más de 5700 metros y fue inaugurado en 1998. Pasa bajo el fiordo del mismo nombre en la región de Höfuðborgarsvæðið y conecta las poblaciones de Mosfellsbær y Akranes. El de Almannaskarð se encuentra en el este de Islandia, cerca de la localidad de Höfn en la región de Austurland. Se inauguró en 2005.